# Савинская (Верховажский район)
Савинская — деревня в Верховажском районе Вологодской области.
Входит в состав Сибирского сельского поселения, с точки зрения административно-территориального деления — в Сибирский сельсовет.
Расстояние по автодороге до районного центра Верховажья — 45,6 км, до центра муниципального образования Елисеевской — 14,6 км. Ближайшие населённые пункты — Анисимовская, Захаровская, Козевская.
По переписи 2002 года население — 5 человек.